# Schwarza (Thüringer Wald)

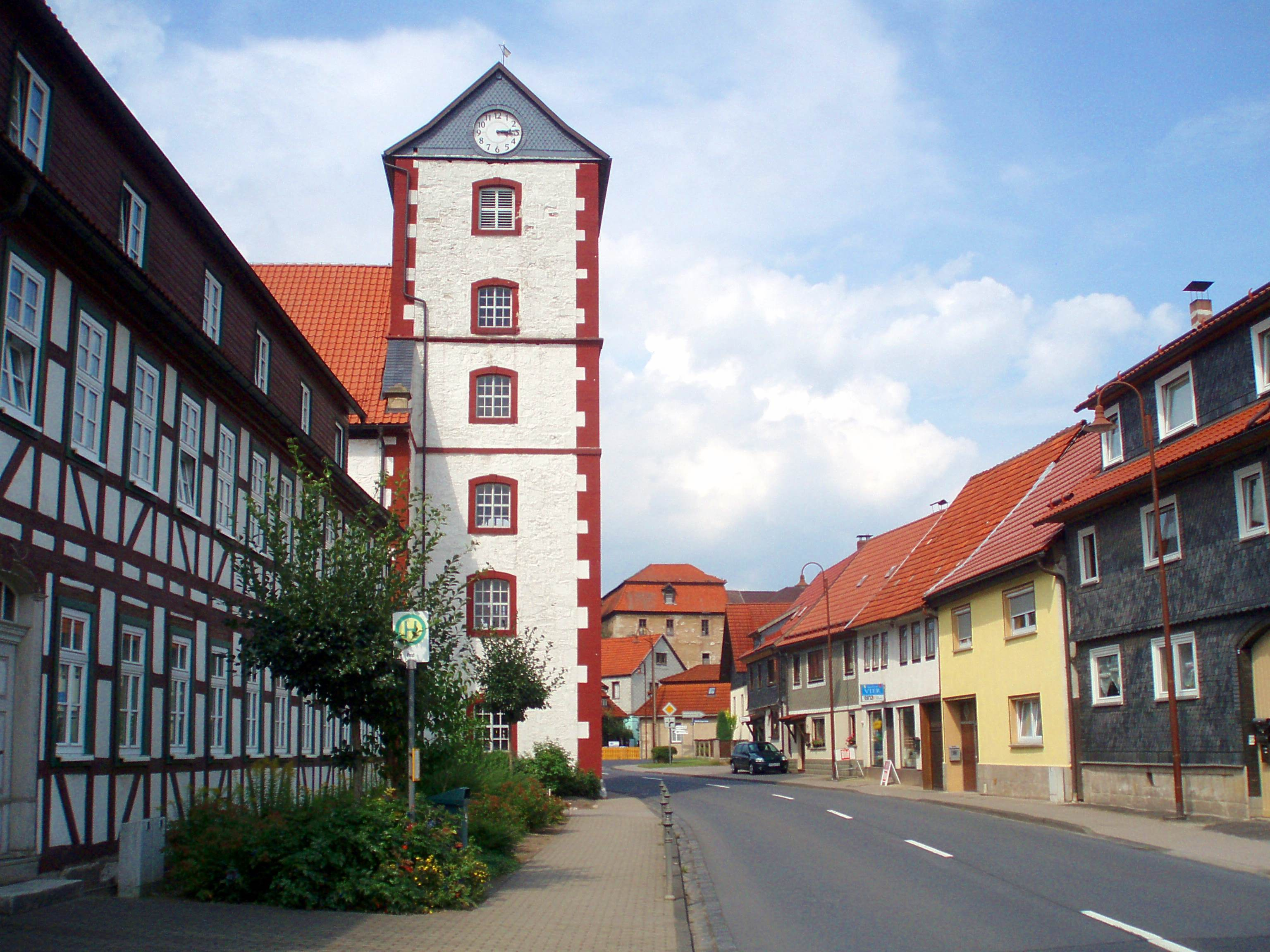
Ortszentrum Schwarza mit Turm der Osterkirche

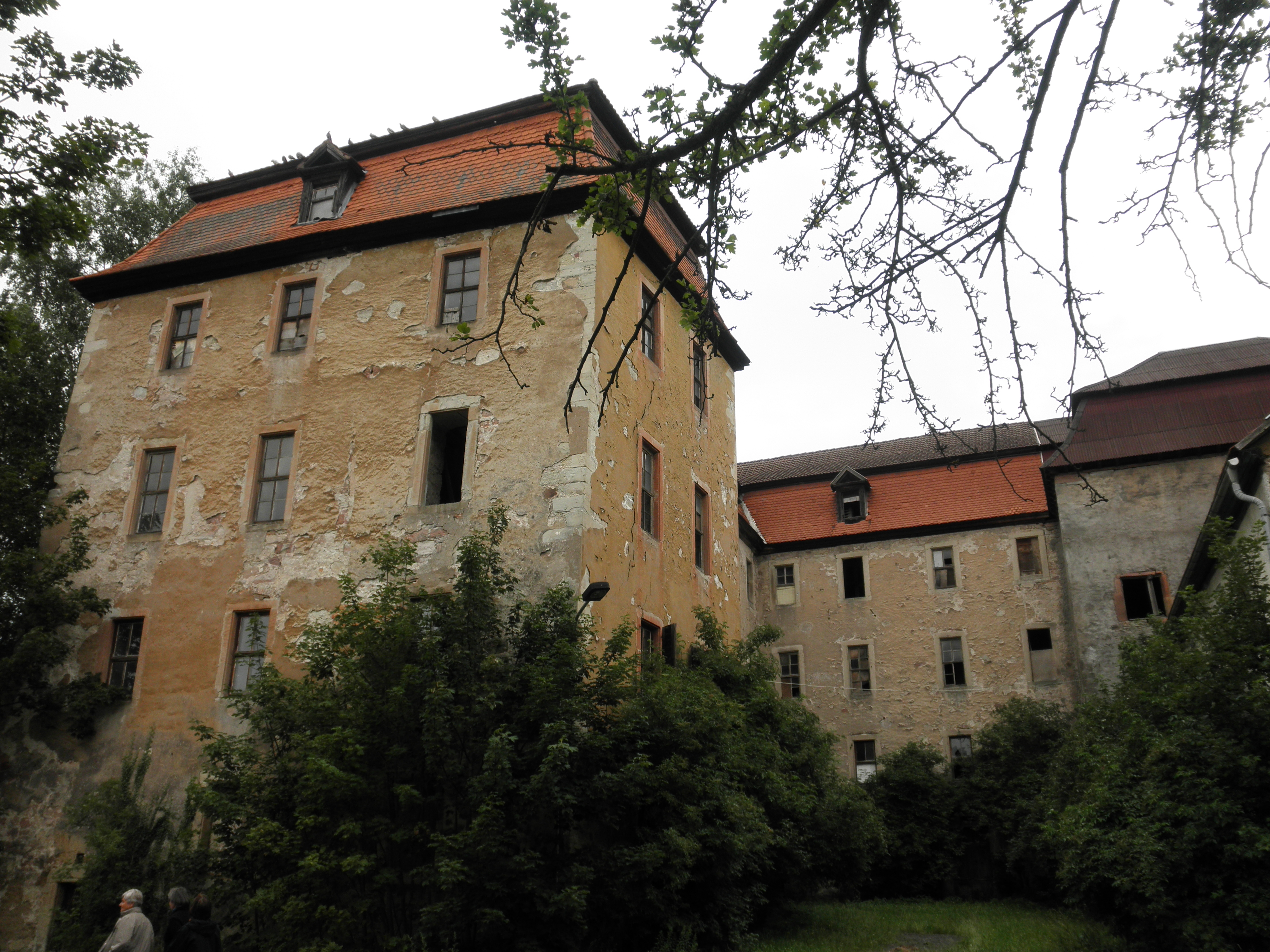
Schloss Stolberg in Schwarza (2011)

Schwarza ist eine Gemeinde im Landkreis Schmalkalden-Meiningen im fränkisch geprägten Süden des Freistaates Thüringen. Sie gehört der Verwaltungsgemeinschaft Dolmar-Salzbrücke an. Partnergemeinde ist Eppstein.

## Geografie
Schwarza hat eine Nord-Süd-Ausdehnung von drei Kilometer. Der Ort wird von mehreren Flüssen durchzogen, einer von ihnen ist die nach der Gemeinde benannte Schwarza, ein Nebenfluss der Saale.
Schwarza liegt südwestlich des Thüringer Waldes zwischen Meiningen und Zella-Mehlis.
Nordwestlich des Ortes befindet sich der 739,5 Meter hohe Dolmar.

## Geschichte
Die Grabhügel von Schwarza stammen aus der Mitte des 2. Jahrtausends v. Chr., der Hügelgräberzeit.
Die erste urkundliche Erwähnung Schwarzas („Suwarzes muor“ = Schwarzes Moor) stammt von 827 aus Fulda. Ob damit aber tatsächlich Schwarza gemeint ist, bleibt fraglich. 948 wurde der Ort als Reichsgut erwähnt, das in diesem Jahr an das Kloster Hersfeld übertragen wurde. Die Wasserburg auf dem Platz des im 16. Jahrhundert erbauten Schlosses Stolberg diente zur Sicherung der Straßen über den Thüringer Wald und der Stadt.

### Schwarza unter den gefürsteten Grafen von Henneberg
Seit der Hennebergischen Erbteilung 1274 gehörte der Ort zur Grafschaft Henneberg-Hartenberg. Nach dem Aussterben dieser Linie kamen die Besitzungen 1379 an die Linie Henneberg-Aschach, welche sich später Henneberg-Römhild nannte. In der Folgezeit war Schwarza Hauptort des hennebergischen Amts Schwarza.
Am 20. September 1495 wurde durch Kaiser Maximilian I. auf Bitten des Landesherren, Graf Herrmann VIII. von Henneberg-Aschach (reg. 1488–1535), das Markt- und Stadtrecht an Schwarza verliehen. Es wurde aber nur vom Marktrecht Gebrauch gemacht. Danach wanderten „Handelsjuden“ ein, die „Schutzjuden“ der Henneberger und Stolberger waren.
Kurz vor dem Tod des Grafen Herrmann VIII. von Henneberg-Aschach wurde die Grafschaft Henneberg-Römhild 1532 unter seinen beiden Söhnen geteilt. Schwarza wurde zum Hauptort der Seitenlinie Henneberg-Schwarza unter dem Grafen Albrecht von Henneberg-Schwarza (reg. 1535–1549). In seiner Regentschaft wurde 1535–1538 das Schloss in Schwarza umfangreich erneuert und erweitert. 1545 wurde durch Graf Albrecht die Reformation im Ort eingeführt.
Im Jahr 1549 erlosch die Grafenlinie Henneberg-Aschach-Römhild mit dem Tod der Söhne von Hermann VIII. von Henneberg-Römhild (reg. 1488–1535), Berthold XVI. von Henneberg-Römhild und Albrecht von Henneberg-Schwarza.
Die Güter Albrechts von Henneberg-Schwarza fielen durch testamentarische Festlegung an seine Frau Katharina, geb. Gräfin zu Stolberg, Gräfin und Frau zu Henneberg. Nach ihrem Tod im Jahr 1577 wurden sie an die Grafen zu Stolberg weitervererbt.
Das Amt Schwarza wurde nach dem Tod der letzten Grafen von Henneberg-Römhild 1549 aufgeteilt. Den Flecken Schwarza und die dazugehörige Wüstung Schwadenbach erhielten die Grafen zu Stolberg, das restliche Amtsgebiet die Grafen von Henneberg-Schleusingen, die den Amtssitz von Schwarza nach Kühndorf verlegten. Nach der Aufteilung lag Schwarza bis 1815 als stolbergische Enklave inmitten des seit 1660 kursächsischen Amts Kühndorf.

### Schwarza und die Hexenprozesse
Von 1549 bis 1705 war Schwarza von Hexenverfolgungen betroffen. Danach wurde Dorothea Metzler verbrannt, Jahr unbekannt. Insgesamt gerieten 30 Personen, 25 Frauen und fünf Männer, in Hexenprozesse. Mindestens drei Frauen wurden hingerichtet, drei Frauen mit Landesverweis bestraft, von 18 Prozessen ist der Ausgang unbekannt. Da Schwarza seit 1549 zum Besitz der Grafen zu Stolberg gehörte, nahm ein stolbergischer Amtmann vor Ort die Gerichtsbarkeit wahr, allerdings außer den vier hohen Rügen, mit denen Schwarza in die benachbarte Zent Benshausen fiel.
Die strittige Frage, ob denn Hexerei und Zauberei zu den vier hohen Rügen zu zählen seien oder nicht, gab Anlass zu einem ständig schwelenden Kompetenzstreit zwischen dem stolbergischen Amt und der hennebergischen Zent betreffs der Zuständigkeit bei der Verhandlung dieser magischen Delikte. Aus den betreffenden Akten ist deutlich zu ersehen, dass die Verfahren in Schwarza vom Amtmann geführt wurden, der seine Anweisungen von den stolbergischen Kanzleien bekam, zuweilen auch vom Grafen persönlich.

### Schwarza unter den Grafen zu Stolberg
Nach der ersten Besitzteilung des bis dahin gemeinschaftlich regierten Besitzes der Grafen zu Stolberg übernahmen im Jahr 1587 die Söhne des Grafen Wolfgang zu Stolberg (1501–1552) (Harzlinie) die Herrschaften Stolberg, Wernigerode und Hohnstein; während die Söhne des Grafen Heinrich zu Stolberg (1509–1572) (Rheinlinie) Gedern und Ortenberg (beide in Hessen) sowie Schwarza (Südthüringen) erhalten.
1645/1657 erfolgte die zweite Teilung der Besitzungen unter den beiden Söhnen des Grafen Christoph II. (1567–1638). Heinrich Ernst zu Stolberg begründet die ältere Hauptlinie und übernimmt die Grafschaft Wernigerode, die Herrschaft Gedern und Schwarza. Johann Martin zu Stolberg stiftet die jüngere Hauptlinie mit den Besitzungen in der Grafschaft Stolberg und Herrschaft Ortenberg.
1710 wurden die Wernigeröder Besitzungen unter den Söhnen des Grafen Ludwig Christian zu Stolberg-Wernigerode (1652–1710) aufgeteilt. So entstehen die Linien Stolberg-Wernigerode, Stolberg-Gedern und Stolberg-Schwarza.
Der einzige Regent der Linie Stolberg-Schwarza, Graf Heinrich August von Stolberg-Schwarza (16. Juni 1697 – 14. September 1748), blieb ohne männliche Nachkommen. Dadurch fiel Stolberg-Schwarza nach seinem Tod 1748 an die Linie Stolberg-Wernigerode, deren Grafschaft seit 1714 unter preußischer Oberlandesherrschaft stand.
Mit dem Ende des Heiligen Römischen Reiches Deutscher Nation im Jahr 1806 wurden die Stolberger Grafen vollständig mediatisiert.

### Schwarza unter preußischer Verwaltung
Nachdem durch den Wiener Kongress 1815 die ehemals kursächsischen Ämter Kühndorf, Suhl und Schleusingen an Preußen gefallen waren, wurde aus ihnen der von 1816 bis 1944 bestehende Kreis Schleusingen im Regierungsbezirk Erfurt der preußischen Provinz Sachsen gebildet. Das stolbergische Schwarza wurde diesem Kreis angegliedert und war somit nach fast 300 Jahren wieder mit seinem Umland vereinigt. 1885 kaufte die Gemeinde von Otto zu Stolberg-Wernigerode das Schloss und das Kammergut.
Bei Beginn der Zeit des Nationalsozialismus wurden Bürger des Ortes aus politischen, rassistischen oder religiösen Gründen verfolgt wie die Jüdin Irma Stern mit ihren Kindern, die in den Vernichtungslagern des Ostens ermordet wurden. An sie und die anderen Juden des Ortes erinnern die Irma-Stern-Straße und der Jüdische Friedhof mit seinen 70 Grabsteinen. Die Synagoge aus dem Jahre 1841 musste 1935 verkauft werden, wurde fremdgenutzt und 1980/81 abgerissen. Während des Zweiten Weltkrieges mussten mindestens 157 Frauen und Männer aus Polen, der Sowjetunion und Frankreich Zwangsarbeit verrichten: in der Holzwarenfabrik Wettig, in der Filiale der Suhler Waffenfabrik Krieghoff, beim Forstamt sowie Bauern und Handwerkern. Ein Grabdenkmal auf dem Kirchhof St. Bartholomäi erinnert an einen polnischen Zwangsarbeiter, der 1944 auf dem Sportplatz erhängt wurde, weil er seinem Vorgesetzten widersprach.

### Schwarza seit 1945
Im April 1945 wurde Schwarza von US-Truppen besetzt, seit Anfang Juli gehörte es mit Besetzung durch die Rote Armee zur Sowjetischen Besatzungszone. Die sowjetischen Besatzungstruppen unterhielten auf dem benachbarten Dolmar bis 1990 einen Truppenübungsplatz, der für die deutsche Bevölkerung gesperrt war.
Durch die Bodenreform in der DDR im Jahr 1946 wurde der gesamte Besitz der Grafen zu Stolberg in Schwarza entschädigungslos enteignet.
In der DDR war Schwarza dem Kreis Suhl im Bezirk Suhl eingegliedert. Mit der Gebietsreform und der Auflösung des Kreises Suhl gehört Schwarza seit 1994 zum Landkreis Schmalkalden-Meiningen.

## Religion
Etwa 25 % der Einwohner von Schwarza sind evangelisch, 3 % katholisch. Die evangelische Kirchengemeinde gehört zum Kirchenkreis Henneberger Land im Bischofssprengel Erfurt der Evangelischen Kirche in Mitteldeutschland. Gotteshaus ist die „Osterkirche“. Die wenigen Katholiken in Schwarza gehören zur „Pfarrei St. Marien Meiningen“ im Dekanat Meiningen, Bistum Erfurt. Die nächstgelegene Filialkirche ist die Christ-König in Zella-Mehlis.

## Politik

### Gemeinderat
Der Gemeinderat in Schwarza besteht aus 12 ehrenamtlichen Mitgliedern. Bei der Gemeinderatswahl am 26. Mai 2024 wurden zwei Frauen und zehn Männer gewählt, die alle der Liste „Pro Schwarza“ angehören. Die Wahlbeteiligung lag bei 61,8 Prozent.

### Bürgermeister
Schwarzas Bürgermeister ist Marco Rogowski. Er wurde bei der Wahl am 12. Juni 2022 mit 63,4 Prozent der gültigen Stimmen bei einer Wahlbeteiligung von 64,7 Prozent wiedergewählt. Bei der Wahl 2016 hatte er 99,4 Prozent der Stimmen erhalten.

## Kultur und Sehenswürdigkeiten

### Bauwerke
- Osterkirche von 1788 im Zentrum des Ortes.
- Schloss Stolberg aus dem 16. Jahrhundert, derzeit leerstehend.
- Torbögen und Mauerreste der alten Stadtbefestigung.
- Steinbogenbrücke
- Friedhofskapelle St. Bartholomäi, seit dem 11. Jahrhundert nachweisbar.
- Jüdischer Friedhof, Ende 18. Jahrhundert angelegt und gut erhalten.

### Regelmäßige Veranstaltungen
- Im „Haus der Vereine“ finden regelmäßig Veranstaltungen der verschiedenen Vereine statt.
- Kirmes

## Wirtschaft und Infrastruktur

### Gewerbe
Im Gewerbegebiet „Auf der großen Wiese“ sind mehrere kleine Handwerksbetriebe, Unternehmen und eine Tankstelle ansässig. Schwarza besitzt einen Kindergarten und eine Regelschule, eine Allgemeinarztpraxis, eine Zahnarztpraxis, Physiotherapiepraxen, eine Apotheke, eine Poststelle und ein Restaurant.

### Verkehr
Straße: Beim sechs Kilometer entfernten Rohr befindet sich die Anschlussstelle Meiningen-Nord der Bundesautobahn 71 Sangerhausen–Schweinfurt. Schwarza liegt verkehrsgünstig zwischen der Kreisstadt Meiningen (12 km) und der kreisfreien Stadt Suhl.
Radwege: Durch Schwarza führt der überregionale Rhön-Rennsteig-Radweg. Auch die Nachbargemeinden Zella-Mehlis mit dem Ortsteil Ebertshausen und Rohr sind über Radwege erreichbar.
Öffentlicher Personennahverkehr (ÖPNV): Durch Schwarza verkehrt in beide Richtungen die MBB-Buslinie 400 zwischen Meiningen und Suhl. Im Nachbarort Rohr-Kloster befindet sich ein Haltepunkt an der Bahnstrecke Neudietendorf–Ritschenhausen mit Verbindungen nach Erfurt, Meiningen, Schweinfurt und Würzburg.

## Söhne und Töchter der Stadt
- Graf Heinrich Ernst zu Stolberg (1593–1672), Stifter der älteren Hauptlinie des gräflichen Hauses Stolberg
- Christian Ludwig Bachmann (1763–1813), Mediziner und Musikschriftsteller
- Moses Simson (1808–1868), Mitbegründer der Simson-Werke in Suhl
- August Löhnert (1874–1941), kommunistischer Widerstandskämpfer gegen das Naziregime
- Wolfgang Lentz (1916–1995), Chirurg in Oldenburg